# Philodendron xanadu
Philodendron xanadu es una planta de la familia Araceae y del subgénero Meconostigma, uno de tres subgéneros dentro del género Philodendron.  Esta planta es nativa de Brasil, pero es ampliamente cultivada como planta ornamental. Es de climas tropicales, subtropicales y climas templados tibios.

## Historia
Fue originalmente seleccionada para ser sembrada en 1983 en un vivero de Australia Occidental. Pensado para ser un híbrido de P. bipinnatifidum, nombrado Philodendron 'Winterbourn' y protegido por la asociación "Plant Breeder Rights de Australia". También fue vendido bajo el nombre P.  Showboat'. Este fue rebautizado como 'Xanadu' por "House Plants of Australia" y liberado como su planta del año en 1988.
Aquel nombre era marca registrada en los Estados Unidos y utilizaron el nombre de cultivo 'Winterbourn' el 19 de enero de 1988. Aquella patente desde entonces ha expirado y ahora una cantidad substancial de quejas que esta planta no es un híbrido y no es un cultivo crecido en vivero pero de hecho es originado de las semillas recogidas de una planta salvaje en Brasil. Esta planta estuvo descrita como Philodendron xanadu croata, Mayo & J.Abucheos.

## Descripción

### Hábitat de crecimiento
Philodendron xanadu finalmente forma grupos densos de hasta 1,5 m de altura por 2 m de ancho. Tiene hojas seccionadas profundamente de hasta 40 cm de largo y 30 cm de ancho con sus hojas verdes lustrosas. Sus flores tienen espatas rojas oscuras. Ocasionalmente pueden producir raíces aéreas.

### Características
P. xanadu es una especie dentro del grupo Meconostigma de Philodendron.
" Difiere de toda otra especie de Meconostigma en detalles de las partes sexuales de su spadix, la forma de las cicatrices de hoja en los rizomas, se forman de hoja, escamula intravaginal, etc".

## Cultivo
P. xanadu es cultivado como una planta ornamental en climas tropicales, subtropicales y en los países templados tibios que incluyen las partes más tibias de los Estados Unidos, como Florida, Hawái y California, Sudáfrica, Australia y Nueva Zelanda del norte. Se cultiva como planta de interior en las regiones más frescas.

## Toxicología
Las especies del género Philodendron son venenosas para los vertebrados, pero varian en sus niveles de toxicidad. Contienen cristales de calcio , los cuales son venenosos e irritantes. La savia puede causar irritación de piel, masticando y/o ingiriendo las partes de la planta puede resultar en hinchamiento severo y puede comprometer las vías respiratorias.

## Galería

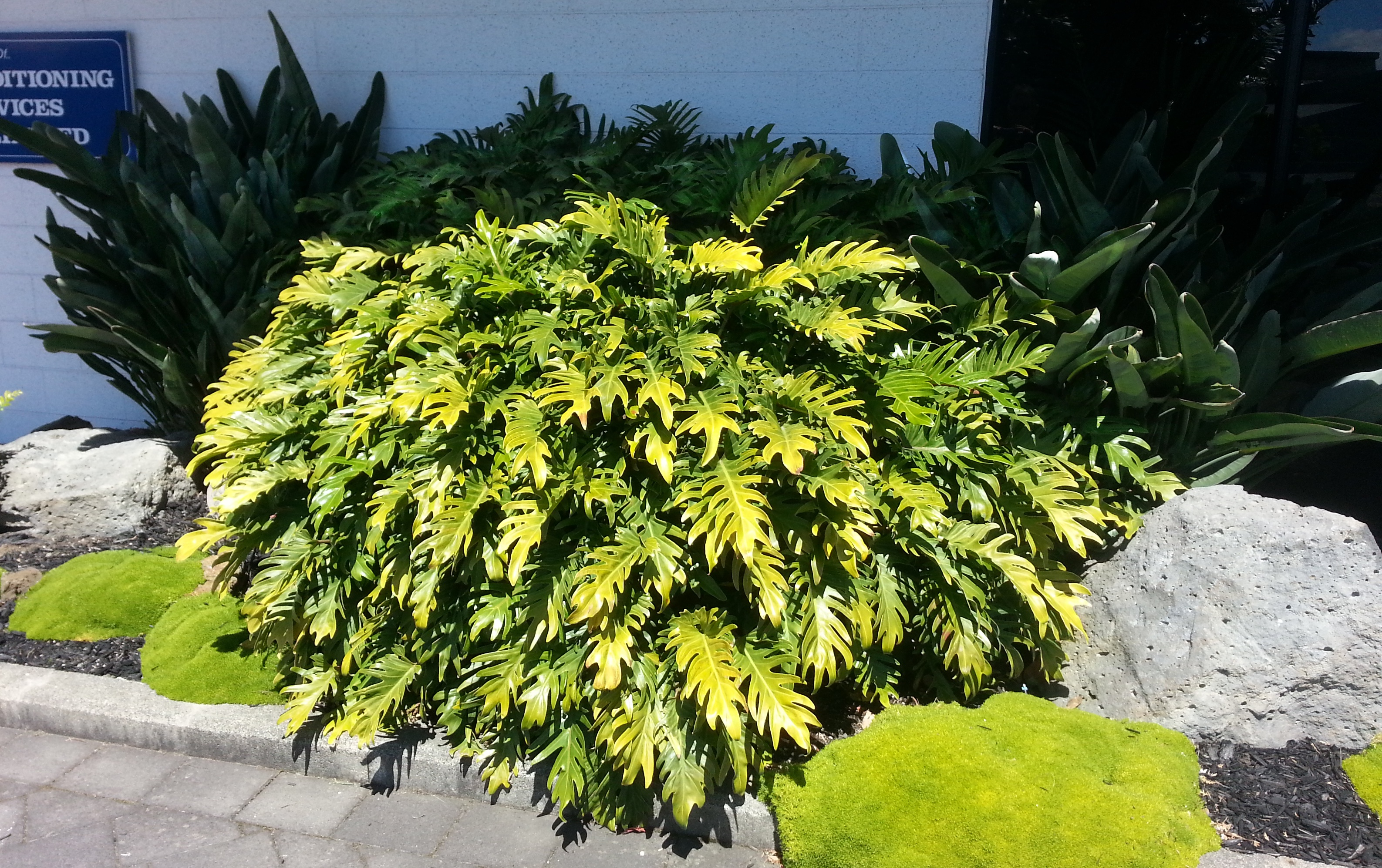
Mata de Philodendron xanadu creciendo en Penrose, Auckland, Nueva Zelanda
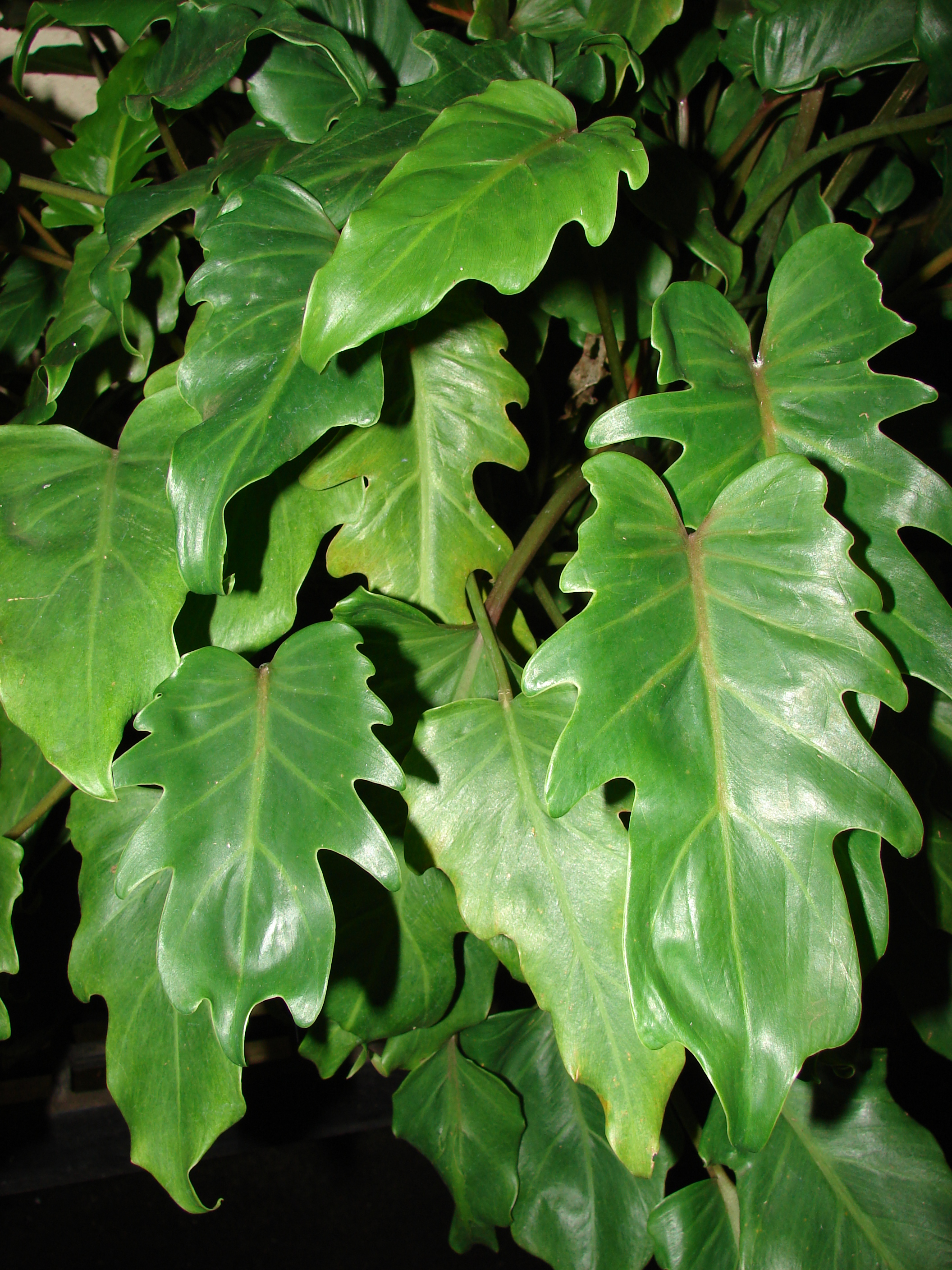
Hojas juveniles de Philodendron xanadu